# Коркомякская волость
Коркомякская волость — одна из четырёх приграничных волостей Петроградского (до 1914 года Санкт-Петербургского) уезда одноимённой губернии, наиболее удалённая от уездного центра. С запада и севера граничила с Выборгской губернией Великого княжества Финляндского, с юга — с Лемболовской и Куйвозовской волостями, и на востоке — с Шлиссельбургским уездом.  
Административный центр — деревня Луккаримяки (Тойвало-тож). Одноимённые с волостью деревни Большие и Малые Коркомяки находились от волостного правления на расстоянии 7 и 10 вёрст соответственно.
По данным на 1890 год крестьянские наделы в волости составляли 3806 десятин. В 34 селениях волости насчитывалось 399 дворов, в которых проживало 2009 душ обоего пола, в том числе 997 мужчин и 1012 женщины. Число некрестьянских дворов в волости — 20.
Вместе с Вартемякской, Куйвозовской и Лемболовской волостями входила до Февральской революции в 3-й стан уезда.

## Варианты написания
На дореволюционных картах встречается масса вариантов написания названия волости и одноимённых с ней деревень. Среди них: Коркомягская, Коркиомягская и пр.